# Ризоли и Айлс: Криминални досиета
„Ризоли и Айлс: Криминални досиета“ (на английски: Rizzoli & Isles, като първото име е англизирана форма на италианското име Рицоли) е американски криминален сериал с участието на Анджи Хармън, в ролята на полицейски детектив в Бостън Джейн Ризоли и е въвлечена в случай със сериен убиец, които успява да я обърка и нарани. Саша Александър, в ролята на Маура Айлс, е методичен и прям медик-изследовател, а освен това е и доста привлекателна. Ризоли и Айлс са обединени от своята всеотдайност в работата и силното си приятелство. Сериалът е базиран по романа на Тес Геритсън „Джейн Ризоли и Мора Айлс“. Излъчва се от 12 юли 2010 г. до 5 септември 2016 г.

## Персонажи
- Джейн Ризоли (Анджи Хармън) – детектив, който е непоколебим, умее да се защитава и без оръжие, разплита всяко престъпление, с остър ум и не отстъпва по умения на мъжете детективи. В дублажа на bTV/Медиа Линк и студио Доли се озвучава от Петя Миладинова, а в този на Диема Вижън – от Ани Василева.
- Д-р Маура Айлс (Саша Алегзандър) – патолог в полицейския участък, който знае много повече от уикипедия, забелязва малките детайли и нищо не може да я заблуди, когато изследва тялото. В дублажа на bTV/Медиа Линк и студио Доли се озвучава от Елена Русалиева, а в този на Диема Вижън – от Даниела Сладунова.
- Баролд „Бари“ Фрост (Лий Томпсън Янг) – вторият партньор на Джейн. Той e факир, когато става дума за компютри и технологии. Ужасява се от мъртви тела и му прилошава при вида на кръв. В дублажа на bTV/Медиа Линк се озвучава от Александър Воронов. В дублажа на студио Доли се озвучава от Христо Чешмеджиев в първи и втори сезон, а от Росен Плосков в трети.
- Франки Ризоли (Джордан Бриджис) – брат на Джейн и полицай. Той подражава на Джейн и също като нея иска да стане детектив. В дублажа на bTV/Медиа Линк се озвучава от Христо Чешмеджиев от първи до трети сезон, а от Александър Воронов от четвърти сезон до края на сериала. В дублажа на студио Доли се озвучава от Чешмеджиев в първи сезон и от Воронов във втори и трети.
- Винсънт „Винс“ Корсак (Брус Макгил) – първият партньор на Джейн. Обича Джейн като дъщеря и е почти толкова загрижен за нея, колкото Анджела. В дублажа на bTV/Медиа Линк се озвучава от Стефан Димитриев. В дублажа на студио Доли на първи и трети сезон без единайсети епизод се озвучава от Димитриев, а във втори сезон и единайсети епизод от трети сезон от Росен Плосков.
- Анджела Ризоли (Лорейн Брако) – майка на Джейн, Франки и Томи. Тя яростно защитава децата си и твърди, че не е спала спокойно, откакто Джейн е станала детектив. Анджела желае Джейн да бъде малко по-женствена и постоянно я кара да ходи на срещи. В дублажа на bTV/Медиа Линк и студио Доли се озвучава от Елена Русалиева.

## „Ризоли и Айлс: Криминални досиета“ в България
В България сериалът започва на 28 февруари 2012 г. по bTV Cinema, всеки делничен ден от 14:00 с повторения от 08:00. На 26 юни 2013 г. започва повторение на първи и втори сезон. На 3 октомври 2013 г. започва трети сезон. На 11 октомври 2016 г. започва четвърти сезон. На 13 април 2017 г. започва шести сезон, всеки делник по два епизода, а часът му варира между 11:00, 11:15, 11:30 и 11:45. На 26 април започва седми сезон. От четвърти до седми сезон дублажът е на студио Медиа Линк. Ролите се озвучават от артистите Петя Миладинова, Елена Русалиева, Стефан Димитриев, Христо Чешмеджиев и Александър Воронов.
Около 2014 г. започва повторно по Кино Нова. На 6 януари 2016 г. започва отново. На 21 юни започва отново с разписание от понеделник до петък от 19:00. На 27 септември първи сезон започва още веднъж. Дублажът е записан наново. В него участват Ани Василева, Даниела Сладунова и Христо Узунов.
През 2018 г. започва от първи сезон по Fox Crime. На 14 май започва втори сезон, всеки делник от 23:00. Дублажът е на студио Доли, а Росен Плосков замества Стефан Димитриев и Христо Чешмеджиев съответно във втори и трети сезон.